# Вермейл, Марник
Марник Данни Вермейл (нидерл. Marnick Danny Vermijl; род. 13 января 1992, Пер, Лимбург, Бельгия) — бельгийский футболист, защитник бельгийског клуба «КВВ Тес Спорт».

## Клубная карьера
Марник Вермейл тренировался в юношеской академии льежского «Стандарда», где его заметили скауты «Манчестер Юнайтед». В 2010 году футболист перешёл в академию английского клуба.
Дебютировал в основном составе «Манчестер Юнайтед» 26 сентября 2012 года в матче Кубка Футбольной лиги против «Ньюкасл Юнайтед» на «Олд Траффорд», в котором «красные дьяволы» одержали победу со счётом 2:1.
2 сентября 2013 года отправился в аренду в нидерландский клуб «НЕК» до окончания сезона 2013/14. В аренде сыграл в рамках чемпионата Нидерландов 28 матчей и забил 3 мяча.
2 февраля 2015 года перешёл в «Шеффилд Уэнсдей», подписав с клубом контракт сроком на три с половиной года.

## Карьера в сборных
Выступал за сборные Бельгии разных возрастов (до 17, 18, 19 лет и до 21 года).

## Статистика выступлений
| Клуб              | Сезон            | Лига | Лига | Кубок страны | Кубок страны | Кубок лиги | Кубок лиги | Еврокубки | Еврокубки | Прочие | Прочие | Итого | Итого |
| Клуб              | Сезон            | Игры | Голы | Игры         | Голы         | Игры       | Голы       | Игры      | Голы      | Игры   | Голы   | Игры  | Голы  |
| ----------------- | ---------------- | ---- | ---- | ------------ | ------------ | ---------- | ---------- | --------- | --------- | ------ | ------ | ----- | ----- |
| Манчестер Юнайтед | 2012/13          | 0    | 0    | 0            | 0            | 1          | 0          | 0         | 0         | 0      | 0      | 1     | 0     |
| Манчестер Юнайтед | 2013/14          | 0    | 0    | 0            | 0            | 0          | 0          | 0         | 0         | 0      | 0      | 0     | 0     |
| Манчестер Юнайтед | 2014/15          | 0    | 0    | 0            | 0            | 1          | 0          | −         | −         | −      | −      | 1     | 0     |
| Манчестер Юнайтед | Итого            | 0    | 0    | 0            | 0            | 2          | 0          | 0         | 0         | 0      | 0      | 2     | 0     |
| НЕК (аренда)      | 2013/14          | 28   | 3    | 0            | 0            | 0          | 0          | −         | −         | 0      | 0      | 28    | 3     |
| НЕК (аренда)      | Итого            | 28   | 3    | 0            | 0            | 0          | 0          | 0         | 0         | 0      | 0      | 28    | 3     |
| Всего за карьеру  | Всего за карьеру | 28   | 3    | 0            | 0            | 2          | 0          | 0         | 0         | 0      | 0      | 30    | 3     |